# Morton H. Meyerson Symphony Center

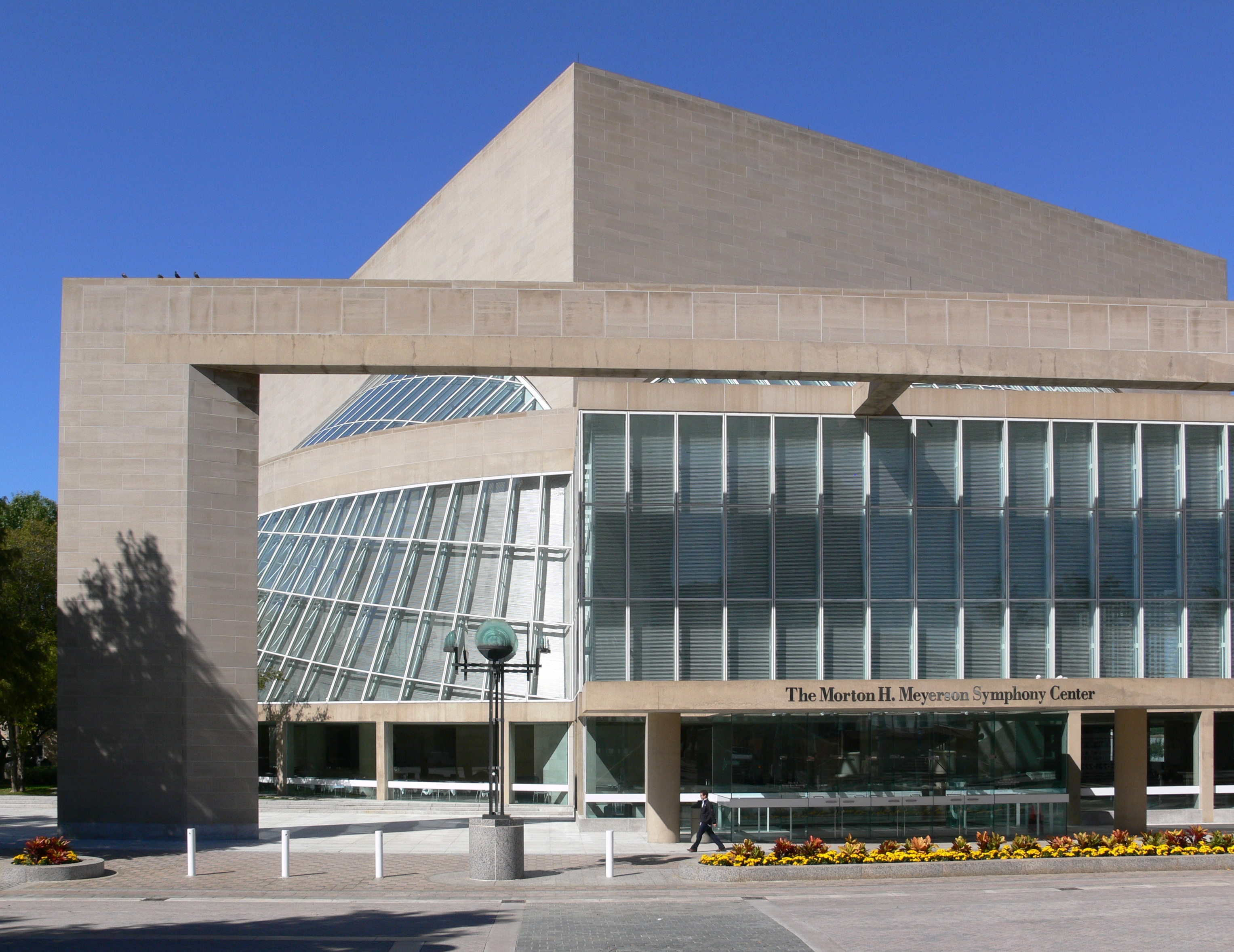
Morton H. Meyerson Symphony Center in Dallas, Texas (2009)

Das Morton H. Meyerson Symphony Center ist ein im September 1989 eröffnetes Konzerthaus des Architekten Ieoh Ming Pei im Arts District von Dallas, Texas. Das Konzerthaus untersteht dem City of Dallas Office of Cultural Affairs und ist Sitz des Dallas Symphony Orchestra. Es wird zu den weltweit besten Konzerthäusern gerechnet. Seit 1992 beherbergt die Eugene McDermott Concert Hall eine Konzertorgel des bekannten US-amerikanischen Orgelbauunternehmens C. B. Fisk.

## Geschichte
Namensgeber des Konzerthauses war der texanische Manager Morton H. Meyerson (Electronic Data Systems), der auch Vorsitzender des Baukomitees war. In den 1980er Jahren wurde das Gebäude nach den Plänen des chinesisch-amerikanischen Stararchitekten Ieoh Ming Pei für mehr als 100 Millionen US-Dollar errichtet, wobei die anfangs veranschlagten Baukosten mit der Zeit erheblich stiegen. EDS-Gründer Ross Perot spendete 10 Millionen US-Dollar unter der Bedingung, dass das Gebäude nach Meyerson benannt werden würde.
Das Bauvorhaben lehnte sich an den Wiener Musikverein und das Amsterdamer Concertgebouw an und sollte die Music Hall at Fair Park, der eine schlechte Akustik nachgesagt wurde, ablösen. Kernstück des Konzerthauses ist die 2065 Sitze fassende Eugene McDermott Concert Hall, die nach dem Großspender Eugene McDermott (Texas Instruments) benannt wurde. Der Konzertsaal ist einem Schuhkarton nachempfunden; die New Yorker Akustikfirma Artec Consultants um Russell Johnson wurde für die Arbeiten verpflichtet.
Am 6. November 1989 wurde das Konzerthaus durch das Orchester und seinem Chefdirigenten Eduardo Mata mit Ludwig van Beethovens Violinkonzert, gespielt von Isaac Stern, voreröffnet.
Nach dem Attentat auf Polizisten in Dallas am 7. Juli 2016 wurde im Morton H. Meyerson Symphony Center u. a. unter Teilnahme des US-Präsidenten Barack Obama und seines Vorgängers George W. Bush die offizielle Gedenkfeier abgehalten.
Neben dem Dallas Symphony Orchestra fanden im Konzerthaus das Dallas Wind Symphony und der Turtle Creek Chorale ihre Heimat. Im Morton H. Meyerson Symphony Center wurden bereits Benefizkonzerte, Musikfestivals, Gottesdienste und Firmenversammlungen abgehalten. Bekannte Gastkünstler wie Yo-Yo Ma, Itzhak Perlman, David Sanborn und Ray Charles traten im Konzerthaus auf.
1994 wurde hier der nationale Kongress der American Guild of Organists abgehalten. Außerdem fand im Konzerthaus 1997 der erste Dallas International Organ Competition statt.

## Orgel

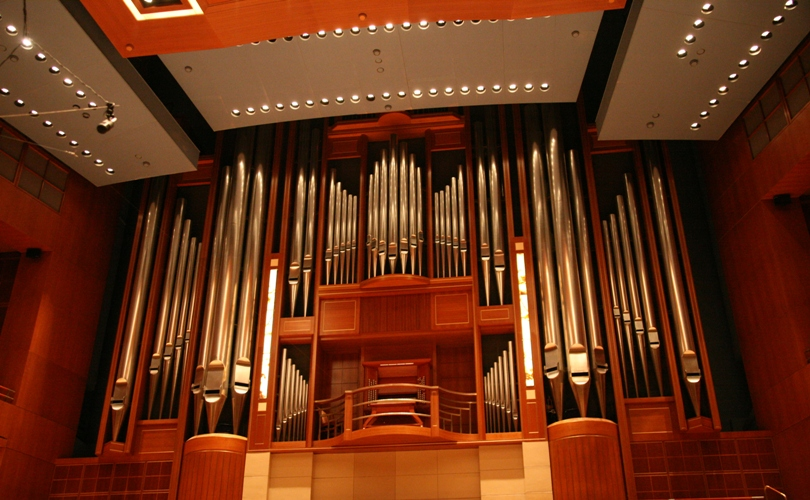
Orgel von C. B. Fisk in der Eugene McDermott Concert Hall (2007)

Bei der Einweihung der 1,8 Millionen US-Dollar teuren und von der Lay-Witwe (Frito-Lay) gestifteten Lay Family Concert Organ (Opus 100) am 2. September 1992 spielte der Organist Michael Murray mit dem Dallas Symphony Orchestra unter dem Dirigenten Eduardo Mata. Auf dem Programm standen Richard Strauss’ Festliches Präludium op. 61, Francis Poulencs Konzert für Orgel, Streicher und Pauke und Camille Saint-Saëns’ 3. Sinfonie („Orgelsinfonie“, op. 78).
Charles B. Fisk (C. B. Fisk, Inc.) aus Gloucester, Massachusetts entwarf im Rahmen der Auftragsvergabe 1982 eine Disposition. Nach seinem Tod 1983 wurde an seinen Plänen größtenteils festgehalten: Demnach besteht die Orgel aus sechs Teilwerken, nämlich dem Hauptwerk-Positiv-Schwellwerk-Pedal sowie dem Resonance- und dem Tuba-Werk. Letzteres wird mit einer elektrischen Traktur gespielt. Die Leichtgängigkeit der Spieltraktur wird mit Kowalshyn-Maschinen unterstützt. Das Hauptwerk lehnt sich an norddeutsche Maßstäbe des 17./18. Jahrhunderts an, der Prinzipalchor steht auf 16′-Basis, zuzüglich einer Mixtur 8–12fach. Das Positiv hat einen deutsch-niederländisch-französischen Barockeinschlag. Die Schwellwerksdisposition erinnert an ein Récit aus Frankreich des 19. Jahrhunderts. Die Teilwerke besitzen jeweils zwei Winddrücke. An sein französisches Vorbild lehnt sich (in modifizierter Form) das Resonance-, also Pedalwerk an. Stilistisch greift das Tuba-Werk auf den englischen Orgelbauer Willis zurück. Die 32′-Prospektpfeifen, deren größte das D spielt, stammen vom deutschen Hersteller August Laukhuff.
Die grundlegenden technischen Daten sind folgende: 66 Register, 84 Pfeifenreihen und 4535 Pfeifen.
| I/IV Resonance   |        |
| Prestant         | 32′    |
| Montre           | 16′    |
| Montre           | 8′     |
| Violoncelle      | 8′     |
| Flûte harmonique | 8′     |
| Bourdon          | 8′     |
| Quinte           | 5 1⁄3′ |
| Prestant         | 4′     |
| Octave           | 4′     |
| Quinte           | 2 ⁄3′  |
| les Octaves III  |        |
| les Quintes VI   |        |
| Plein jeu VIII   |        |
| Bombarde         | 16′    |
| Trompette        | 8′     |
| Clairon          | 4′     |

| I Great         |     |
| Principal       | 16′ |
| Quintadehn      | 16′ |
| Octava          | 8′  |
| Spillpfeife     | 8′  |
| Octava          | 4′  |
| Rohrflöte       | 4′  |
| Superoctava     | 2′  |
| Mixtur VIII-XII |     |
| Trommeten       | 16′ |
| Trommeten       | 8′  |

| II Positiv    |             |
| Bourdon       | 16′         |
| Principal     | 8′          |
| Dulciane      | 8′          |
| Gedackt       | 8′          |
| Octave        | 4′          |
| Baarpijp      | 4′          |
| Nazard        | 2 ⁄3′       |
| Doublette     | 2′          |
| Tierce        | 2' & 1 3⁄5' |
| Sharp VI-VIII |             |
| Trompette     | 8′          |
| Cromorne      | 8′          |
| Trechterregal | 8′          |

| III Swell         |     |
| Flûte traversière | 8′  |
| Viole de gambe    | 8′  |
| Voix céleste      | 8′  |
| Bourdon           | 8′  |
| Prestant          | 4′  |
| Flûte octaviante  | 4′  |
| Octavin           | 2′  |
| Cornet III        |     |
| Basson            | 16′ |
| Trompette         | 8′  |
| Hautbois          | 8′  |
| Voix humaine      | 8′  |
| Clairon           | 4′  |

| IV Tuba       |     |
| Tuba Magna    | 16′ |
| Tuba          | 8′  |
| Royal Trumpet | 8′  |
| Tuba Clarion  | 4′  |

| Pedal            |         |
| Prestant         | 32′     |
| Untersatz        | 32′     |
| Prestant         | 16′     |
| Contrebasse      | 16′     |
| Montre           | 16′     |
| Bourdon          | 16′     |
| Quinte           | 10 2⁄3′ |
| Montre           | 8′      |
| Flûte            | 8′      |
| Violoncelle      | 8′      |
| Flûte harmonique | 8′      |
| Bourdon          | 8′      |
| Quinte           | 5 1⁄3′  |
| Prestant         | 4′      |
| Octave           | 4′      |
| Quinte           | 2 ⁄3′   |
| Mixture VI       |         |
| Tuba Profunda    | 32′     |
| Bombarde         | 16′     |
| Tuba Magna       | 16′     |
| Posaune          | 16′     |
| Trompette        | 8′      |
| Tuba             | 8′      |
| Royal Trumpet    | 8′      |
| Clairon          | 4′      |